# Tauroescites
Els tauroescites (en llatí tauroscythae, en grec antic Ταυροσκύθαι) eren un poble de la Sarmàcia europea als que Plini el Vell anomena Tauri scythae, i diu que eren una barreja dels tauri i els escites. Els seus territoris estaven a l'oest del iazigs i Estrabó diu que el districte on vivien tenia el nom de Tauroescítia.